# Пентесилея
Пентесилея (Пенфесилея, др.-греч. Πενθεσίλεια) — в древнегреческой мифологии дочь Ареса и Отреры, царица амазонок.
Вскоре после смерти Гектора она явилась на помощь Приаму, после того как нечаянно убила Ипполиту, и была очищена Приамом. В бою она убила многих, в том числе Махаона, но была убита Ахиллом. Согласно описанию Квинта Смирнского, в бою она убила 7 греков, в том числе Подарка. Убита Ахиллом, троянцы хоронят её.
Позволивший себе издевательства над погибшей амазонкой дерзкий Терсит поплатился смертью от руки Ахилла, который оплакивал безвременную смерть отважной красавицы, влюбившись в неё после смерти. Позднейшие сказания развили мотив эротических отношений Ахилла и Пенфесилеи; от брака их, по преданию, произошёл сын Каистр.

## Пентесилея в искусстве
Подвиги Пентесилеи под Троей были воспеты Арктином в эпической поэме «Эфиопида».
Пентесилея была изображена в Аиде на картине Полигнота в Дельфах: Парис хлопает в ладоши и зовет её, а она смотрит на него презрительно.
Образ Пентесилеи был использован писателем Генрихом фон Клейстом в одноимённой драме «Пентесилея» (1876). По его книге были написаны музыкальные произведения, такие как симфоническая поэма «Пентесилея» Хуго Вольфа и одноимённые оперы Отмара Шёка и Паскаля Дюсапена.

## Память
В честь Пентесилеи назван астероид (271) Пентесилея, открытый в 1887 году.
Фигурирует в «Этаже наследия» — списке из 999 имён мифических и исторических выдающихся женщин в западной цивилизации.